# Khalid Butti
Khalid Butti (Arabic:خالد بطي) (sinh ngày 29 tháng 8 năm 1991) là một cầu thủ bóng đá người Các Tiểu vương quốc Ả Rập Thống nhất. Hiện tại anh thi đấu cho Al Dhafra.